# Soldier of Fortune II: Double Helix
Pour les articles homonymes, voir Soldier of Fortune.
Soldier of Fortune II: Double Helix est un jeu de tir à la première personne développé par Raven Software et édité par Activision en 2002 sur Microsoft Windows et Mac OS X et en 2003 sur Xbox.
Il s'agit de la suite du controversé Soldier of Fortune.

## Système de jeu
Soldier of Fortune II: Double Helix se déroule dans des environnements variés (jungle de Colombie, montagnes enneigées du Kamtchatka, aéroport en Suisse…). Le jeu laisse également à chaque changement de lieu de mission le choix de son équipement. Il propose d'ailleurs un nombre de grenades rarement vu dans un jeu vidéo.
Le jeu possède un menu GAM (Genre aléatoire de mission). Il permet de choisir le type de mission (démolition, évasion…), l'armement (oui ou non), le chronomètre (oui ou non), le lieu (collines, jungle, neige, désert). La mission débute sur « île » entouré d'eau ou d'un ravin. Un Marines nous accompagne parfois. Les objectifs sont toujours très protégés. Une fois que l'on a détruits les objectifs, un hélicoptère nous attend.

## Scénario
Le jeu suit une nouvelle fois John Mullins au service du Magasin. Après une mission en flashback qui l'emmêne à Prague pour faire passer le docteur Ivanovich à l'Ouest, la trame commence dix ans plus tard : le Magasin contacte John Mullins pour le faire enquêter sur une attaque virale sur un petit village dans la jungle colombienne. Il faudra ensuite s'infiltrer dans le manoir d'un trafiquant d'armes de la région pour en apprendre plus. Il faudra ensuite saborder un navire transportant une grande cargaison du virus Romulus, puis la découverte d'un second virus nous amènera à Hong Kong. Ce deuxième virus, dénommé Remus, est en fait un virus informatique destiné à ralentir la recherche d'un antidote à Romulus après une attaque de grande ampleur.
Après un attentat sur une succursale du Magasin à New York, dévoilant qu'une taupe des terroristes officie au Magasin, l'agent de New York, Sam, doit être transporté à l'hôpital. Les terroristes attaqueront l'hôpital et ce sera à John Mullins de faire le ménage, jusqu'au toit de l'hôpital où il devra affronter un Osprey V-22 (avion militaire à hélices). Mullins est ensuite envoyé au Kamtchatka pour y saboter le laboratoire où est créé Romulus et pour capturer le docteur Sestrogor contraint de développer le virus, ancien disciple du docteur Ivanovich. Le groupe terroriste que l'on combat depuis le début du jeu, Prometheus, dirigé par Alexei Nachrade, ancien agent du KGB, tente une attaque virale contre les gouvernements présents à la réunion de l'OMC en Suisse, mais leur attaque est mise à mal et ils se retrouvent à prendre l'aéroport en otage. Les pauvres otages, une fois libérés, crient de dégoût en s'enfuyant en voyant les cadavres de terroristes mutilés que John Mullins laisse derrière lui. Mullins monte ensuite dans un avion pour se débarrasser de Nachrade, puis doit en sauter en parachute : le Magasin prend le contrôle de l'avion à distance pour qu'il s'écrase sur le Jura. Pendant ce temps, le siège du Magasin est lui aussi attaqué par des terroristes. Mullins revient donc au Magasin pour porter secours aux agents essayant d'en reprendre le contrôle. On peut y voir des agents combattre des terroristes sans que l'on puisse intervenir. Puis la taupe du Magasin se dévoile : c'était Wilson, son numéro 2, qui était motivé par l'argent car depuis la fin de la Guerre froide, le Magasin était devenu presque inutile.Mullins devra une nouvelle fois se battre contre un Osprey V-22 pour abattre Wilson.

## Développement
Le jeu utilise une deuxième version du moteur GHOUL : cette fois, les ennemis sont dotés de 33 points d'impacts différents.

## Accueil
- Jeux Vidéo Magazine : 7/20 (XB)[1]
- Jeuxvideo.com : 16/20 (PC)[2]

## Postérité
Le troisième opus, Soldier of Fortune: Payback, est sorti en novembre 2007.